# No. 100 Squadron RAF
Ne doit pas être confondu avec No. 100 Squadron RAAF.
Le No. 100 Squadron est un ancien escadron de la Royal Air Force. Formé durant la Première Guerre mondiale, il opère sur le front de l'ouest et est la première unité de bombardiers de nuit. Durant la Seconde Guerre mondiale, il est d'abord envoyé sur le théâtre d'Asie du Sud-Est avant d'être rapatrié en Angleterre en 1942. Durant la Guerre froide, il est d'abord envoyé en Malaisie puis au Kenya afin de revenir en Angleterre. Il est démantelé en 1968 puis reformé en 1972. Il est finalement démantelé en mars 2022.